# Euryphalara
Euryphalara är ett släkte av tvåvingar. Euryphalara ingår i familjen borrflugor.
Kladogram enligt Catalogue of Life:
| Euryphalara | \| \| Euryphalara barnardi \| \| \| \| \| \| Euryphalara mecistocephala \| \| \| \| |
|             | \| \| Euryphalara barnardi \| \| \| \| \| \| Euryphalara mecistocephala \| \| \| \| |
|             | Euryphalara barnardi                                                                |
|             |                                                                                     |
|             | Euryphalara mecistocephala                                                          |
|             |                                                                                     |